# Flavio Briatore
Flavio Briatore (Verzuolo, 12 de abril de 1950) é um empresário italiano. Reconhecido internacionalmente por sua carreira na Fórmula 1, trabalhou como chefe de equipe das escuderias Benetton e Renault. Atualmente, ele ocupa o cargo de conselheiro executivo da equipe Alpine.
Além de ter sido chefe da Renault, Briatore também é um empresário de sucesso no meio da Fórmula 1 como um grande caça talentos, sendo empresário de vários pilotos renomados como o bicampeão mundial Fernando Alonso, Heikki Kovalainen, Mark Webber e Nelsinho Piquet, que viria a ser demitido pelo próprio Briatore quando correu pela Renault (ver seção "Caso Nelsinho Piquet"). Há algumas décadas, trabalhou também com o heptacampeão Michael Schumacher no começo de sua carreira, quando era diretor técnico da Benetton, equipe onde Schumacher conseguiu seus dois primeiros títulos mundiais da carreira.

## Carreira na Fórmula 1
Briatore era diretor comercial da multinacional de vestuário Benetton e foi convidado por Luciano Benetton para assistir pela primeira vez a um GP de Fórmula 1 — o acidentado Grande Prêmio da Austrália de 1989. Integrando o paddock da equipe Benetton Formula a partir de então, aprendeu tecnologia da com Ross Brawn, um dos maiores e mais vencedores diretores da história da Fórmula 1, gerência com Tom Walkinshaw, e angariação de pilotos como Michael Schumacher. Cinco anos depois, em 1994, conseguia levar a Benetton, até então uma equipe de meio da tabela ao título do Mundial de Pilotos, apesar da exclusão de Schumacher em quatro Grandes Prêmios. Nenhum outro piloto na história da Fórmula 1 havia sido campeão com aquele carro somado a tantas penalizações.

### Benetton

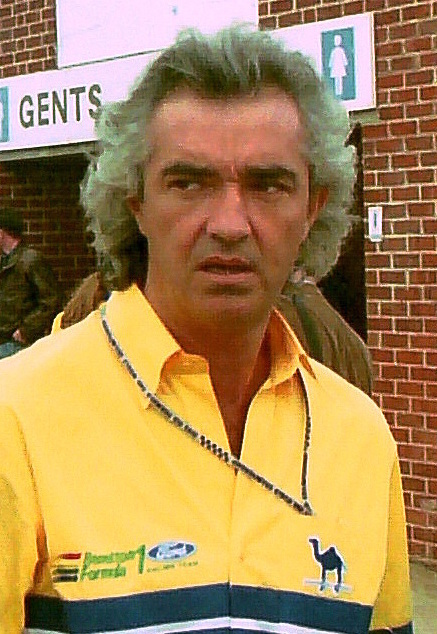
Briatore (1993)

Os métodos duvidosos de Flavio Briatore começaram a se manifestar em sua segunda temporada comandando a Benetton na Fórmula 1. Em 1991, o dirigente demitiu Roberto Pupo Moreno e colocou o então novato Michael Schumacher em seu lugar, durante a temporada, no GP da Itália. O veterano brasileiro sequer foi avisado da decisão da equipe. Nesta época, ele corria ao lado do tricampeão Nelson Piquet.
Três anos depois, em 1994, uma série de denúncias contra a Benetton manchou o primeiro título de Schumacher na F-1. A categoria reestreava o reabastecimento, que viria a ser decisivo na estratégia das equipes. Briatore mandou tirar o filtro das máquinas de sua equipe, o que acelerava o processo, mas o tornava muito inseguro. A falcatrua foi descoberta após o incêndio no carro de Jos Verstappen no GP da Alemanha, em Hockenheim.
No mesmo ano, a Benetton foi acusada de usar dispositivos eletrônicos (proibidos) disfarçados em seu carro, como o controle de tração e de largada. Schumacher ainda colocou a cereja no bolo, ao conquistar o campeonato jogando o carro sobre Damon Hill, da Williams, no GP da Austrália, última corrida do ano.
No fim da temporada de 1994, Briatore comprou a francesa Ligier para adquirir o direito de uso dos motores Renault, os melhores da época. O regulamento da FIA não permitia que ele fosse o dono da equipe e ele repassou o time a Tom Walkinshaw, dono da Tom Walkinshaw Racing (TWR), também conhecido por manobras duvidosas em outras categorias, com Briatore assumindo a gestão completa da Benetton. Os propulsores acabaram nos carros da Benetton.[carece de fontes?]
O título de Schumacher em 1995 foi o último brilho desta época da Benetton. A saída do alemão, junto com vários membros da equipe técnica, colocou o time na metade do grid. Em 1996, Briatore comprou uma parte da Minardi, mas não conseguiu vendê-la como o esperado. No ano seguinte, ele foi demitido da Benetton. Em 1997, a Benetton substituiu Briatore por David Richards.
De 1998 a 2000, ele liderou a empresa Supertec, fornecendo motores Renault fabricados pela Mecachrome para a Williams e a British American Racing (BAR) em 1999, para a Arrows em 2000, e sob a marca "Playlife" para a Benetton em 1999 e 2000.

### Renault

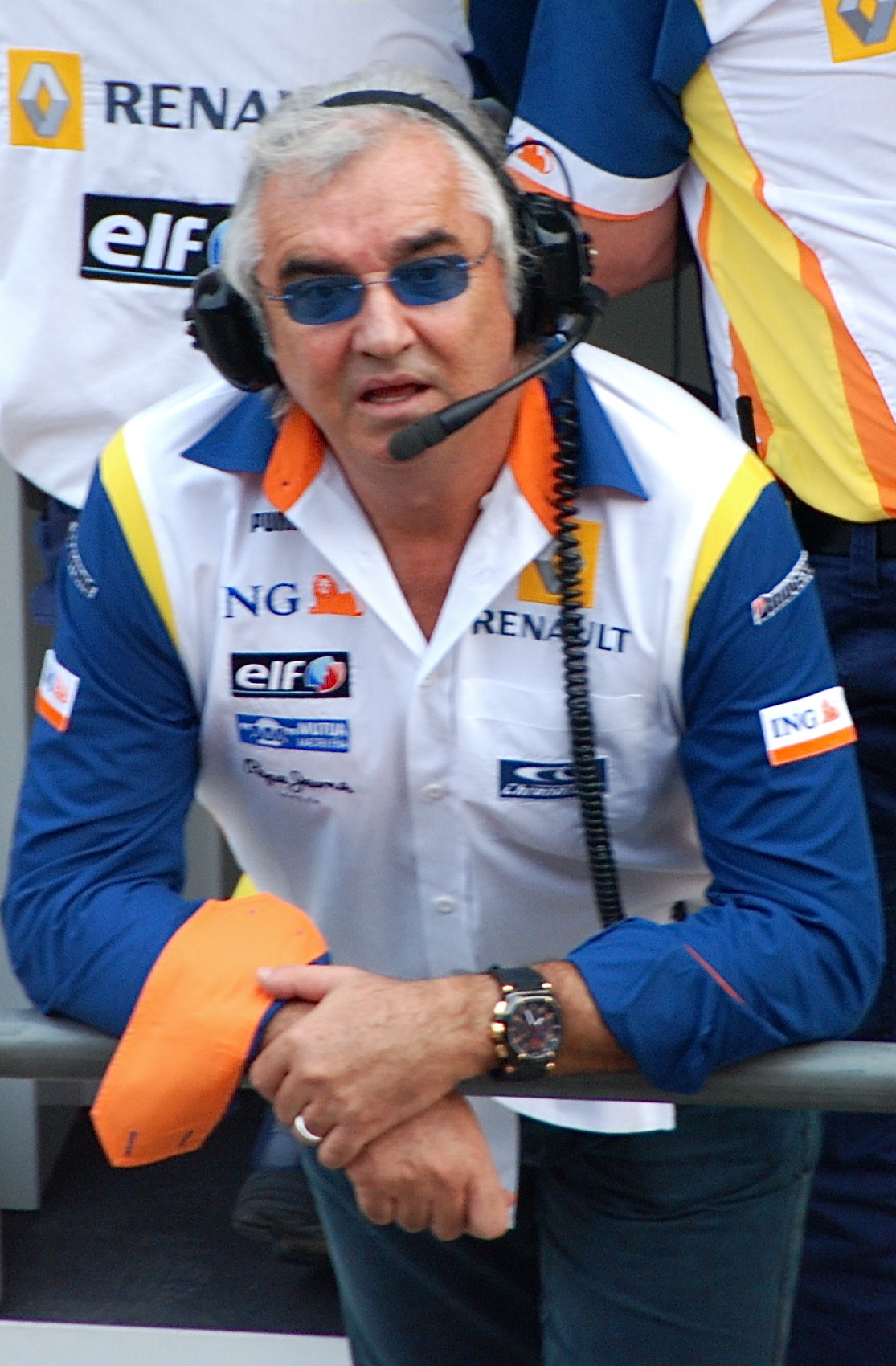
Briatore (2008)

Em 2000, a Renault anunciou seus planos de retornar à Fórmula 1 com a compra da equipe Benetton Formula. Briatore retornou como diretor administrativo e chefe de equipe, substituindo Rocco Benetton. A equipe correu como Benetton utilizando motores Renault em 2001 antes de se tornar a equipe Renault em 2002.
Briatore tem reputação de caçador de talentos e provavelmente sua maior 'descoberta' foi Fernando Alonso. Ele se encontrou com o adolescente espanhol em 1999. Como seu empresário, Briatore garantiu-lhe uma corrida com a Minardi em 2001 e o promoveu a piloto de testes da Renault em 2002.
Em 2003, Briatore demitiu Jenson Button e colocou Alonso, seu piloto, na vaga na Renault. Além do espanhol, o dirigente foi empresário de pilotos como Mark Webber, Heikki Kovalainen, Jarno Trulli e Nelsinho Piquet.
Com Alonso, a Renault venceu os campeonatos de pilotos e construtores em 2005 e 2006. No entanto, Alonso deu as costas a Briatore para assinar com a rival McLaren em 2007.

#### Caso Nelsinho Piquet
Em 2009, Briatore protagonizou a grande polêmica de sua carreira junto ao brasileiro Nelsinho Piquet. Insatisfeito com o desempenho do piloto, o dirigente chegou a ameaçar demití-lo pouco antes da largada das corridas. Após o Grande Prêmio da Hungria, ele foi desligado do time e acusou o empresário de ser seu carrasco, apesar de tomar 20% de seu salário.
Em entrevista ao jornal inglês "Daily Mirror", Nelson Piquet disse que avisou a Federação Internacional de Automobilismo, ainda em 2008, durante o Grande Prêmio do Brasil, sobre a manobra da Renault para manipular o resultado no Grande Prêmio de Singapura de 2008. Piquet disse que relatou o caso ao diretor de prova, Charlie Whiting, mas não entrou em contato com o presidente da FIA, Max Mosley, por medo de prejudicar a carreira de seu filho, Nelsinho.  Foi um dos episódios mais escabrosos da história do esporte: Briatore e o engenheiro chefe da Renault, Pat Symonds, teriam premeditado o acidente de Nelsinho no GP de Cingapura, para favorecer Fernando Alonso. A equipe havia chamado Alonso mais cedo aos boxes. Duas voltas depois, na curva 17, Nelsinho perdeu a traseira do carro, bateu no muro e escapou para o outro lado da pista, onde não havia como retirar o carro sem a entrada do safety car. Como somente Alonso havia feito a parada para reabastecer e trocar pneus, o acidente lhe foi favorável: voltou à competição em primeiro lugar e ganhou a corrida.
No dia 10 de setembro, foi divulgada a reprodução do documento contendo as declarações de Nelsinho Piquet em seu depoimento à FIA e aos investigadores da Quest — empresa contratada pela entidade para investigar o acidente.
No dia 16 de setembro de 2009 a Renault anunciou a demissão de Flavio Briatore e Pat Symonds, embora o caso ainda não tivesse sido julgado pela FIA.
No dia 21 de setembro, a FIA anunciou o banimento de Flavio Briatore da Fórmula 1 e do automobilismo mundial, perdendo inclusive o direito de empresariar pilotos. O ex-chefe de equipe, Pat Symonds, recebeu suspensão de cinco anos. Nelsinho Piquet foi absolvido, por colaborar com as investigações, e Fernando Alonso foi inocentado.
No dia 5 de janeiro de 2010, o Tribunal de Grande Instância de Paris anulou o banimento imposto à Briatore pela FIA, permitindo que ele volte a trabalhar novamente na Fórmula 1. Briatore ainda deve receber uma indenização no valor de quinze mil euros.

### Alpine
Briatore retornou à antiga equipe Renault, que atualmente compete sob o nome Alpine, em maio de 2024. A nova função de Briatore foi oficializa, em 21 de junho, como a de conselheiro executivo.
Em 6 de maio de 2025, após a renúncia do chefe da equipe Oliver Oakes no meio da temporada, Briatore assumiu interinamente as funções de chefe da equipe.

## Vida pessoal
Briatore tem uma filha com Heidi Klum e foi casado com Elisabetta Gregoraci.